# Dominique Darel
Dominique Darel (Cannes, 1º gennaio 1950 – Cannes, 4 giugno 1978) è stata una modella e attrice francese attiva nel cinema italiano.

## Biografia
Nata a Cannes, lontana parente di Édith Piaf, si trasferì a Roma nel 1968 insieme al fidanzato Max Delys, attore di cinema e di fotoromanzi. Insieme frequentavano il circolo artistico di Mario Schifano, il padre italiano della pop art. Debuttò con Luchino Visconti in Morte a Venezia nel 1971, nel ruolo di una turista inglese.
Morì in un incidente d'auto, a 28 anni, nel 1978.

## Filmografia

### Cinema
- Morte a Venezia, regia di Luchino Visconti (1971)
- La cosa buffa, regia di Aldo Lado (1972)
- Il grande duello, regia di Giancarlo Santi (1972)
- Sepolta viva, regia di Aldo Lado (1973)
- Dracula cerca sangue di vergine... e morì di sete!!!, regia di Paul Morrissey (1974)
- Anno uno, regia di Roberto Rossellini (1974)
- Difficile morire, regia di Umberto Silva (1977)

### Televisione
- Il nero muove, regia di Gianni Serra – miniserie TV (1977)
- Ho visto uccidere Ben Barka – miniserie TV, puntata 2 (1978)